# Fernand Verhaegen
Fernand Verhaegen v. Verraghen (Marchienne-au-Pont, 1883 – Montigny-le-Tilleul, 1975) belga festő és vésnök, a vallon folklór és kultúra nagy mestere.

## Élete
Vallóniában, a Charleroihoz közeli Marchienne-au-Pont városában született. Apja Jean-Pierre Veraghem (? – 1886). Anyja 1902-ben halt meg. Gyermekkoráról szinte semmit nem lehet tudni, kivéve amit Verhaegen saját maga mesélt szívesen élete vége felé, miszerint gyermekkorában a legkedvesebb játéka a kréta volt, és hatéves korában már elkészítette apja portréját (aki azonban hároméves korában már halott volt).
Az elemi iskola után a Fontaine-l'Evêque-i középiskolába, majd a charleroi-i Athénée royal de Charleroi gimnáziumba járt. Az iskolákban már későbbi művésznevét, a Verhaegen-t használta. A gimnáziumot rajzból kitüntetéssel végezte, de flamand tanulmányait elhanyagolta és ismétlő vizsgát kellett tennie.
1900-ban Brüsszelbe költözött, mivel szeptembertől a Királyi Szépművészeti Akadémia (Académie Royale des Beaux-Arts) hallgatója volt 1900 – 1906 között. Ott kötött barátságot Rik Wouters-szel és Edgard Tytgat-tal.
1907 augusztusában házasodott össze feleségével, a francia szülőktől származó Aline Rouhaud-val. Az esküvői tanúi Wouters és Tytgat voltak. Egyetlen fiuk, Maurice, 1917-ben Angliában született.
1908-tól kezdve brüsszeli galériákban és művészeti körökben mutatta be képeit: a 7. Vie et Lumière szalon 1911-ben, a Bleus de la Galerie Giroux kiállítás 1913-ban és 1914-ben a La Libre Esthétique szalon. 1911-től kezdve a háromévente megrendezett antwerpeni, brüsszeli és genti kiállításokon is részt vett. A kiállításokon számos kedvező bírálatot kapott. 1910 és 1914 között készítette folklorisztikus témájú rézkarcainak többségét, amelyet a korabeli művészetkritikusok Ensoreries névvel illettek, mivel James Ensor belga festő hatását vélték felfedezni (Ensor nagy barátja volt Wouters-nek és rendszeresen találkozhatott Verhaegenel).
Az első világháborús megszállás elől Angliába menekült. A háború után Párizsban, majd a Francia Riviérán élt és 1919-ben tért vissza Belgiumba. Brüsszelben, Boitsfort-ban telepedett le. A húszas évektől kezdve kezdett fametszetekkel foglalkozni, 1926 és 1938 között az összes kapcsolódó brüsszeli kiállításon (Salons des xylographes) részt vett.
Külföldön első alkalommal a velencei biennálén 1920-ban és 1922-ben állította ki munkáit. A harmincas évektől kezdve fokozatosan visszatért szülőföldjére, 1945-től kezdve elsősorban Charleroi-ban és környékén állította ki munkáit. 1957-ben, felesége halála után Lodelinsartba költözött. 1975. július 27-én Montignies-le-Tilleul városkában halt meg. Montigny-sur-Sambre településen temették el, de a helyi temetőben ma már nem található meg sírja.

## Alkotó évei
Stílusa fokozatosan átalakult. A kezdeti realizmust felváltotta az impresszionizmus, amely végül luminizmusba ment át. A valóságot egyfajta szintetikus formában ábrázolta. Ugyanakkor készített képeket pointillista és kolorista stílusban is, míg időnként a fauvisme brabançon belga stílus követői közé számították. Kései éveiben az impresszionizmus személyes formájára tért vissza, amely lehetővé tette a mozgalmas események ábrázolását. Azonban mindig megőrizte individualista stílusát és sosem csatlakozott más mozgalmakhoz vagy irányzatokhoz, ami erősen rányomta bélyegét festői elismerésére és bevételeire. Hogy házassága után a családnak stabil jövedelme legyen, feleségének kellett munkát vállalni.
Festményeinek változatos a témavilága: tájkép, csendélet, portré, virágok, mozgalmas sportesemények. Azonban specialitása a vallon folklór témái voltak, ahol technikai tudását és helyismeretét tudta kamatoztatni: a Binche karnevál, a Mons-i Doudou, Ath óriásai, Fosses-i Chinellek, Leernesi Klaudia, Pasqueye, Tchaudia, Madeleine de Jumet (Jumet-i Magdaléna), az Entre-Sambre-et-Meuse piacát ábrázoló képek mind a vallón folklórt keltik életre. A témát sok színnel és változatos technikákkal festette meg: használt olajat és pasztellt, festett akvarellt, készített rézkarcot és fametszetet. Később már csak a "Gilles of Binche" festője néven emlegették. Robert Magremanne 1935-ös monográfiájában, amelyet Verhaegennek szentelt, mint a vallon folklór nagy mesteréről ír Verhaegenről. A vallon mozgalomban is részt vett: 1917-1918 között a L'opinion wallonne folyóirat munkatársa volt, 1921 és 1927 között pedig a Brüsszelben ülésező vallon gyűlés tagja volt.
Verhaegen képeit a belga városok (Antwerpen, Brüsszel, Charleroi, Ixelles, Liége, Mons, Oostende) múzeumai mellett külföldön is megtalálhatók, pl. Genf, Grenoble, Indianapolis. Montignies-sur-Sambre város sportcsarnokában található 12 nagyméretű festménye, amelyeket 1938-ban rendelt meg tőle a település akkori polgármestere, Edmond Yernaux. A képek közül tíz a helyi lakosságot ábrázolja, kettő pedig a vallon folklór elemeit. Számos képe található meg Ath, Boitsfort, La louvière, Lodelinsart és Marchienne-au-Pont települések városházáiban, illetve Hainaut tartomány is birtokol jó néhány képet.

## Fontosabb művei
- Rondeau des Gilles sur la Grand'Place de Binche, olaj vásznon, 80 x 120 cm
- Terre à l'danse, olaj vásznon, 60 x 70 cm
- Régates à Monaco, , olaj vásznon, 102 x 112 cm
- Paysage côtier, , olaj vásznon, 45 x 50 cm
- Two Steps, , olaj vásznon, 130 x 100 cm